# Dennis Haysbert
Dennis Dexter Haysbert (San Mateo, 2 juni 1954) is een Amerikaans acteur, vooral bekend uit de televisieserie 24, waarin hij de rol van president David Palmer vertolkte. 
Dennis Haysbert was in 1979 voor het eerst te zien op televisie, met een gastrol in The White Shadow. Vanaf toen speelde hij vaker mee in televisieseries en films, zoals Heat, Far From Heaven en als helmsman in de tv-serie Buck Rogers. In 2001 was Haysbert voor het eerst te zien in 24, waarin hij als senator en later als president David Palmer te zien was. Dit deed hij in de eerste drie seizoenen als vaste rol, en als gastrol in de laatste zes afleveringen van seizoen vier en de eerste aflevering van seizoen 5. In The Unit vertolkt Haysbert de rol van Jonas Blane, sergeant-majoor van een contraterrorisme-unit binnen het Amerikaanse leger.
Haysbert was in 2007 te zien als Nelson Mandela in de film Goodbye Bafana.
Haysbert leende zijn stem ook aan diverse computerspelletjes, waaronder Call of Duty: Finest Hour.

## Filmografie
Exclusief televisiefilms
| Jaar | Titel                                        | Rol                             | Opmerkingen   |
| ---- | -------------------------------------------- | ------------------------------- | ------------- |
| 1979 | Scoring                                      | Lt. Harrigan                    |               |
| 1989 | Major League                                 | Pedro Cerrano                   |               |
| 1990 | Navy Seals                                   | Graham                          |               |
| 1992 | Mr. Baseball                                 | Max "Hammer" Dubois             |               |
| 1992 | Love Field                                   | Paul Cater                      |               |
| 1993 | Suture                                       | Clay Arlington                  |               |
| 1993 | Alex Haley's Queen                           | Davis                           |               |
| 1994 | Major League II                              | Pedro Cerrano                   |               |
| 1995 | Heat                                         | Donald Breedan                  |               |
| 1995 | Waiting to Exhale                            | Kenneth Dawkins                 |               |
| 1996 | Amanda                                       | Seven/Sir Jordan                |               |
| 1997 | Absolute Power                               | Tim Collin                      |               |
| 1998 | How to Make the Cruelest Month               | Manhattan Parks                 |               |
| 1998 | Major League: Back to the Minors             | Pedro Cerrano                   |               |
| 1998 | Standoff                                     | Ty 'Bama' Jones                 |               |
| 1999 | The Minus Man                                | Graves                          |               |
| 1999 | The Thirteenth Floor                         | Detective Larry McBain          |               |
| 1999 | Random Hearts                                | Detective George Beaufort       |               |
| 2000 | What's Cooking?                              | Ronald Williams                 |               |
| 2000 | Love & Basketball                            | Zeke McCall                     |               |
| 2002 | Far from Heaven                              | Raymond Deagan                  |               |
| 2003 | Sinbad: Legend of the Seven Seas             | Kale                            | Stem          |
| 2004 | Splinter Cell: Pandora Tomorrow (video-game) | Irving Lambert                  | Stem          |
| 2005 | Jarhead                                      | Major Lincoln                   |               |
| 2007 | Goodbye Bafana                               | Nelson Mandela                  |               |
| 2007 | Breach                                       | Dean Plesac                     |               |
| 2011 | The Details                                  | Lincoln                         |               |
| 2011 | Kung Fu Panda 2                              | Master Storming Ox              | Stem          |
| 2012 | LUV                                          | Mr. Fish                        |               |
| 2012 | Wreck-It Ralph                               | General Hologram                | Stem          |
| 2013 | Welcome to the Jungle                        | Mr. Crawford                    |               |
| 2013 | Battledogs                                   | Lt. General Christopher Monning |               |
| 2014 | Mr. Peabody & Sherman                        | Judge                           | Stem          |
| 2014 | Think Like a Man Too                         | Uncle Eddie                     |               |
| 2014 | Life of a King                               | Searcy                          |               |
| 2014 | Sin City: A Dame to Kill For                 | Manute                          |               |
| 2014 | Men, Women & Children                        | Secretluvur                     |               |
| 2014 | Sniper: Legacy                               | The Colonel                     |               |
| 2014 | Dear White People                            | The Dean                        |               |
| 2014 | How Murray Saved Christmas                   | Narrator                        |               |
| 2015 | Experimenter                                 | Ossie Davis                     |               |
| 2015 | Dead Rising: Watchtower                      |                                 | Digitale film |
| 2015 | Ted 2                                        | Fertiliteitsdokter              |               |
| 2019 | Secret Obsession                             | Detective Page                  |               |
| 2021 | Lucifer                                      | God                             |               |
| 2022 | Chip 'n Dale: Rescue Rangers                 | Zipper                          | Stem          |

- Bibsys: 3117603
- Biblioteca Nacional de España: XX1260499
- Bibliothèque nationale de France: cb14186057z (data)
- Gemeinsame Normdatei: 139627472
- International Standard Name Identifier: 0000 0000 7823 4334
- Library of Congress Control Number: n93085992
- MusicBrainz: 30a59f3c-072d-4c6e-9105-218f5f8318c7
- Nationale Bibliotheek van Tsjechië: pna2007370838
- Nationale Bibliotheek van Israël: 987007426095205171
- Nationale Bibliotheek van Polen: a0000001256182
- Nederlandse Thesaurus van Auteursnamen: 317599364
- SNAC: w6966z3w
- Système universitaire de documentation: 081232128
- Virtual International Authority File: 14983189
- WorldCat: E39PBJhGYMkg8mj7RwhmyTx4bd